# سیارک ۲۱۷۹۸
سیارک ۲۱۷۹۸ (به انگلیسی: 21798 Mitchweegman، نامگذاری:1999SZ16) بیست و یک هزار و هفتصد و نود و هشتمین سیارک کشف شده‌است که در ۳۰ سپتامبر ۱۹۹۹ کشف شد.
قدر مطلق سیارک برابر ۲۰.۴ است.